# Il filo invisibile
Il filo invisibile (El hilo imperceptible en España y El hilo invisible en Hispanoamérica) es una película italiana de comedia dramática y coming-of-age de 2022 dirigida por Marco Simón Puccioni, escrita por Luca De Bei y Marco Simón Puccioni y protagonizada por Filippo Timi, Francesco Scianna y Francesco Gheghi.

## Sinopsis
Leone tiene 16 años y dos padres, Simone y Paolo. El joven ha nacido en California a partir de una gestación subrogada por medio de Tilly, de nacionalidad estadounidense. Crecido en Italia, Leone conocerá, de primera mano, la lucha por obtener los derechos ligados a su particular situación. Todo esto obligará a Leone a reflexionar acerca de la verdadera naturaleza del hilo imperceptible que le une a sus padres y a todos aquellos que desearon su nacimiento.

## Reparto
- Filippo Timi como Paolo Ferrari
- Francesco Scianna como Simone Lavia
- Francesco Gheghi como Leone Ferrari
- Giulia Maenza como Anna Del Monte
- Jodhi May como Tilly Nolan
- Valentina Cervi como Mónica Ferrari
- Emanuele María Di Stefano como Jacopo Venosa
- Matteo Oscar Giuggioli como Darío Del Monte
- Mauro Conte como Riccardo Morselli
- Alessia Giuliani como Elisa Del Monte
- Gerald Tyler como Leroy Liotta
- Enrico Borello como Recepcionista
- Gianluca De Marchi como Domenico Moretti

## Lanzamiento
La película se estrenó el 4 de marzo de 2022 en Netflix.